# Kiviuq
Pour la lune de Saturne nommée d'après lui, voir Kiviuq (lune).
Kiviuq est un géant dans la mythologie inuite.
Kiviuq, un des satellites naturels de Saturne, porte son nom.

## Annexe